# ユカナ*ハルナのスイートマジック
ユカナ＊ハルナのスイートマジックは、かつて放送されていた女性声優2名によるインターネットラジオ番組。

## 概要
- 2006年1月18日〜9月12日(全18回)
- 第4回からは隔週火曜更新

## パーソナリティ
- ゆかな　（ユカナ）
- 池澤春菜　（ハルナ）

## コーナー
- ユカナ＊ハルナのシークレット・キャンディ

リスナーが落ち込んだエピソードについて、ユカナもしくはハルナが「シークレット・キャンディ」として慰めの甘いひとことを送る。場合によっては慰めにならない苦い言葉（ビターなキャンディ）が送られることもあった。
- かなるな☆魔法占い

リスナーから「いつ」「どこで」「どんなことが起きる」「ラッキーアイテム」をそれぞれ集め、ユカナ系ハルナ系に分けて無作為抽選で組み合わせ、占いとする。
- 魔法店舗カナルナ

ラジオドラマ。ドラマCDにもなった。人々を幸せにするためにいろいろなお店を開く2人の魔法少女たちのコミカルな物語。毎回パーソナリティ以外の声優が何名かゲスト出演している。初期の脚本は、秋桜の空にドラマCDに池澤春菜が佐久間晴姫役で出演した縁から、ゲーム作家の竹井10日が書いていた。

## ゲスト
- 本名陽子(#13)
- 松野太紀(#14)
- 伊藤美紀(#15)
- 皆口裕子(#16)
- 氷上恭子(#17)

## ドラマCD
- ドラマCD 魔法店舗カナルナ Magic.1(HOBiRECORDS)
  - CAST
    - カナ　　　　　　　　ゆかな
    - ルナ　　　　　　　　池澤春菜
    - マリエ、カホルの姉　白鳥由里
    - 子犬　　　　　　　　坂口大助
    - ミサキ　　　　　　　氷上恭子
    - リン　　　　　　　　西村ちなみ
    - カホル　　　　　　　間宮くるみ
    - ミエル、マリエの母　矢島晶子
    - セータ　　　　　　　遠近孝一
    - ミワ、ご主人様　　　内川藍維

オンエアされた5話と新規収録1話の計6話と主題歌『Sweet Magic〜Radio Edit〜』を収録